# André Quellier
André Quellier est un peintre réaliste français né en 1925 à Paris où il est décédé en 2010.

## Biographie
André Quellier commence à peindre à l'âge de 11 ans.
Il entre quatre ans plus tard à l'École nationale supérieure des Beaux-Arts en 1941 et suit les cours de peinture classique de Jean Dupas et Edmond Heuzé. Il suit, durant l'Occupation, et les années qui suivent, le travail de la chorégraphe Katherine Dunham avec laquelle il collabore pour les décors mais également pour prendre des croquis des danseurs. Elle lui reconnaît d'avoir su capté l'esprit de ses ballets. Il illustre notamment la version française de son livre sur Les Danses d'Haïti et travaille comme illustrateur pour d'autres maisons d'édition.
Il reçoit en 1945 un prix de l'Institut de l'Académie française et en 1955 un prix de la Casa Velasquez lui permettant de devenir pensionnaire de la Casa Velasquez pour sa 25e promotion de 1955,.
Peu sensible à l'art moderne, il s'intéresse aux arts du spectacle et réalise en 1961 une série de 104 tableaux consacrés au mime Marceau. Il réalise les portraits de plusieurs personnalités du monde des arts : Brigitte Bardot, Gérard Philipe, Jean Cocteau (acquis en 1990 par le musée de Los Angeles) et Marcel Jouhandeau, mais également mère Teresa, Jean-Paul II, le dalaï Lama et Félix Houphouët-Boigny.
De son atelier à Montmartre, il prépare des expositions à travers la France (Paris, Galerie des Dauphins à Sainte-Maxime, Saint-Tropez) et le monde (Japon, New-York, Londres, Moscou, Leningrad ou Téhéran). Il réalise des expositions temporaires à la chapelle des Pénitents de Ramatuelle de 1974 à 1981. Il occupe également un atelier à Fresnay-sur-Sarthe.

## Œuvres
Outre les portraits et les sujets liés aux arts du spectacle, les paysages et les natures mortes font partie des sujets principaux des œuvres d'André Quellier. Il s'est intéressé par période aux sujets religieux et littéraire, une grande série d'environ 400 tableaux sur les Fables de La Fontaine, le Si Yeou Ki, 22 tableaux sur les contes de Rudyard Kipling, et des tableaux sur différents contes (Le Petit Chaperon rouge, Ricquet à la houppe, Cendrillon).

### Influence
André Quellier était influencé par les peintres classiques : Hans Holbein, Jean Fouquet, Jean Clouet et par les primitifs italiens.

### Collaboration avec Katherine Dunham
André Quellier a travaillé avec la danseuse américaine Katherine Dunham après la Seconde Guerre mondiale. Il collabore à la création des décors de l'artiste et réalise pour la a chorégraphe des croquis, dessins et pastels alors qu'elle se produit à Paris. Ils travaillent ensemble durant cinq ans. Il illustre pour Katherine Dunham les illustrations de la traduction française de sa thèse consacrée aux Danses d'Haïti, paru en 1950 aux éditions Fasquelle et préfacé par Claude Lévi-Strauss.
Son travail est utilisé pour réaliser les visuels de certains programmes des exhibitions de la compagnie de Katherine Dunham à Paris et une exposition rassemblant des dessins, pastels et tableaux d'André Quellier est organisée au théâtre des Champs-Élysées lors du troisième passage de la compagnie à Paris.

### Mime Marceau
L'une des plus célèbres créations d'André Quellier est une série de plus de cent tableaux centrés sur le mime Marceau. Ils sont présentés en 1961 lors d'une exposition puis à nouveau en 1967 au théâtre des Champs-Élysées. L'un des portraits du mime, Bip sur scène, est acquis par le ministère de la Culture pour être diffusé à la Bibliothèque nationale de France,. Sa présence lors de la vente aux enchères réalisée après la mort du mime avait été remarquée par la presse.

### Art sacré
André Quellier réalise durant plusieurs années des œuvres d'art sacré. Ce travail se cristallise autour d'un projet de réaliser des peintures pour la chapelle des Pénitents à Ramatuelle. Il y réalise un grand panneau en bois pour l'occasion et organise durant plusieurs années des expositions dans cette chapelle.
Il peint de nombreux tableaux ayant pour thème des épisodes bibliques (Jonas avalé par la baleine, le drame d'Abel et Caïn) ou centré sur le martyrologe catholique (saint Sébastien, saint Georges terrassant le dragon, sainte Anne) ou d'autres épisodes (les Rois mages).

### Les fables de la Fontaine
À partir de 1991 il entame la création de nombreux tableaux pour illustrer les œuvres de Jean de La Fontaine. Il se fonde sur les gravures de Jean-Baptiste Oudry et de Charles Eisen. Elles font l'objet d'une exposition au museum national d'histoire naturelle grâce à Henry de Lumley, puis à Béziers. André Quellier meurt alors qu'un événement est prévu dans la propriété Caillebotte à Yerres. Les expositions se poursuivent après sa mort, à Montmorency en 2014,.

## Expositions
- 1947 : Galerie des Deux Îles, Paris : Maquettes et décors des Ballets de Katherine Dunham
- 1953 : Lynn Kotler Galery, New-York
- 1954 : Galerie Leicester, Londres
- 1955 : Galerie Allard, Paris : « L’Espagne »
- 1956 : Salon Comparaisons, Paris
- 1957 : Galerie Marforen, Paris : portraits et dessins
- 1960 : Galerie du Péristyle, Paris : portraits
- 1961 : Galerie Caveau, Paris : « Exposition Marcel Marceau - Cent tableaux inspirés par l'univers poétique du mime »[12]
- 1962 : Galerie II, Monte-Carlo : paysages et natures mortes
- 1963 : Galerie II, Monte-Carlo : Floralies
- 1964 : Galerie Loukas, Paris
- 1965 : divers
- 1966 : New York (25 toiles)
- 1967 : Théâtre des Champs-Élysées, Paris : « Marcel Marceau »
- 1968 : Galerie L’Indifférent, Lyon
- 1969 : Galerie du Martinez, Cannes Gassin Tokyo
- 1970 : La Nationale des Beaux-Arts, Paris  Salon Comparaisons, Paris
- 1971 : salle municipale, Gassin
- 1972 : Galerie Jaubert, Paris  Gassin : Vignobles et vins de France
- 1973 : Galerie Takashimaya, Tokyo
- 1974 : Chapelle des Pénitents, Ramatuelle  Exposition internationale des Arts, Téhéran  Londres : « Arts et Beaux-Arts de France »
- 1975 : Chapelle des Pénitents, Ramatuelle  Moscou : « Arts et Beaux-Arts »  Japon
- 1976 : Chapelle des Pénitents, Ramatuelle : Exposition d’art sacré  Galerie Takashimaya, Tokyo  Galerie Le Biblion, Toulouse
- 1977 : Koweït : « Art et Beaux-Arts de France »  Chapelle des Pénitents, Ramatuelle : La vie rurale
- 1979 : Galerie Van Dormal, Bruxelles salon des Peintres témoins de leur temps, Paris  Biennale Internationale de Gemmail d’art sacré, Lourdes  Chapelle des Pénitents, Ramatuelle : La Nativité et les Quatre Saisons
- 1980 : salon des Peintres témoins de leur temps, Paris
- 1981 : Chapelle des Pénitents, Ramatuelle : Les Anges  Exposition Peintres de la Lumière, Lourdes  Crypte de la basilique du Sacré Coeur : Art sacré
- 1982 : Exposition Atelier du Ciel, Ramatuelle  salon des Peintres témoins de leur temps, Paris
- 1983 : Exposition Atelier du Ciel, Ramatuelle  Salle Despas, Saint-Tropez  Galerie Le Biblion, Toulouse
- 1984 : Exposition Atelier du Ciel, Ramatuelle
- 1985 : Exposition Atelier du Ciel, Ramatuelle  Salon des peintres de Saint-Tropez
- 1986 : Salon d’Automne, Paris
- 1987 : Fondation Taylor, Paris
- 1988  : Exposition Atelier du Ciel, Ramatuelle  Salon des peintres de Saint-Tropez  Salon de la ville d'Angers  Salon d’Automne, Paris
- 1989 : Galerie Laetitia, Saint-Germain-en-Laye  Exposition Atelier du Ciel, Ramatuelle  Salon des peintres de Saint-Tropez  Salon d’Automne, Paris
- 1990 : Galerie Anne Julien, Paris  Salon des artistes français, Paris  Exposition Atelier du Ciel, Ramatuelle  Salon des Peintres de Saint-Tropez  Salon d’Automne de Paris
- 1991 : Exposition Atelier du Ciel, Ramatuelle  Salon des Peintres de Saint-Tropez  Salon d’Automne de Paris
- 1992 : Exposition à Tokyo  Exposition Atelier du Ciel à Ramatuelle  Salon d’Automne, Paris
- 1995 : Musée d’Histoire Naturelle : « Fables de la Fontaine », Paris
- 1996 : Exposition à la Galerie Marceau
- 2001 : Musée mobile de Béziers :  Fables et Contes de Jean de la Fontaine
- 2003 : Galerie Isabel da Rocha et Pierre Cafay, Paris
- 2004 : Galerie Himmel Pforte, Vienne
- 2009 : Saint-Loup-de-Naud : « Autour de Jean de la Fontaine »  Littlebig Galerie, Paris
- 2010 : Orangerie du Parc Caillebotte, Yerres : Fables et Contes de Jean de La Fontaine

### Prix et distinctions
- 1945 : Prix de l'Institut pour le tableau La Rupture
- 1955 : prix de la Casa Velasquez
- 1966 : Médailles d’Or des artistes français
- 1981 : Grand prix de la Lumière
- Prix du Gemmail de la ville de Lourdes
- Lauréat du congrès eucharistique mondial

## Œuvres

### Peintures
- Série Fables de La Fontaine : 333 tableaux, 1991-1995
- Les Contes de Perrault : 8 tableaux, 1994
- L’Atalante Fugitive : 2000

### Pour le théâtre
- 1947 : Décor pour la pièce Saint-Just au théâtre Vieux-Colombier
- 1947 : Maquettes et décors de ballets de Catherine Dunham

### Illustrations
- Les Danses d'Haïti, Fasquelle, 1950, 123 pages.
- Magdeleine E. Cluzel, Présences, entretiens sur l'art: Paul Swan, Louis Jouvet, Georges Pitoëff, Jean-Paul Sartre, Paul Valéry, Serge Lifar, Paul Verlaine, José-Luis Rey Vila, Michel de Ghelderode, André Quellier, Léo Carrière,Léonard de Vinci, G.-P. Maisonneuve, 1952, 165 pages.
- Magdeleine E. Cluzel, Panorama de la danse en mil neuf cent cinquante-deux, Dessins de André Quellier, couverture de Claude Frégnac, Paris, M. Darantière, 1952, 37 p.
- Climpses of the Theater and Dance, Éditions Kamin Dance Publishers, New York, 1954.
- André Doyon, Yves Du Parc, De Mélanie à Lamiel ou D'un amour d'Henri Beyle au roman de Stendhal, Éditions du Grand Chêne, Aran (Suisse), 1972
- Jean de La Fontaine, L'intégrale des fables et contes, illustré par André Quellier d'après les gravures de Charles Eisen et J.-B. Oudry, annoté, commenté et préfacé par Gérard Pico, Béziers, Musée des fables et des contes de Jean de La Fontaine, Paris, ADAGP, 2002, 1 disque optique.
- Jean de La Fontaine, Le loup dans l’œuvre de Jean de la Fontaine, illustré par André Quellier, Béziers, Musée des fables et des contes de la Fontaine, 2002, 1 disque optique.

## Collections
- Le grand portrait en pied de Jean Cocteau, qui figurait dans la bibliothèque de la maison de Jean Marais à Vallauris[13], a été acheté par un musée de Los Angeles, par la suite.
- Bip sur scène, l'un des portraits de Marcel Marceau au théâtre a été acquis par le ministère de la Culture pour être diffusé à la Bibliothèque nationale de France[7],[8]. Sa présence lors de la vente aux enchères réalisée après la mort du mime[9] avait été remarquée par la presse[10].